# Big government
Big government este un termen peiorativ pentru un guvern care îndeplinește următoarele condiții:
- cheltuieli guvernamentale uriașe (în engleză big spender)[1][2][3][4][5]
- ingerințe în sfera privată[6][7][8][9]
- creșterea impozitelor[10][11]

Pe termen lung, un astfel de guvern aduce cu sine birocrație, corupție, instituții defecte, sărăcie și restrângerea libertăților fundamentale.

## Alte sensuri
De asemenea, termenul este utilizat pentru a descrie politicile guvernamentale prin care se urmărește reglementarea unor aspecte ale sferei private (e.g. comportamentul sexual sau dieta personală), fiind similar în acest context termenului britanic „stat dădacă⁠(d)”. În Statele Unite, big government a fost utilizat și pentru a denota un guvern federal dominant care încearcă să controleze autoritatea instituțiilor locale (i.e. când legile federale primează asupra legilor statale).
Big government este definit în funcție de dimensiunea sa, măsurat în funcție de bugetul său și de numărul de angajați, fie în termeni absoluți, fie în raport cu economia națională în ansamblu.